# قطعنامه ۱۴۲۴ شورای امنیت
قطعنامه ۱۴۲۴ شورای امنیت سازمان ملل متحد که در تاریخ ۱۲ ژوئیه ۲۰۰۲ تصویب شد، سندی بین‌المللی دربارهٔ بررسی وضعیت در کرواسی است. این قطعنامه طی نشست ۴۵۷۴ام با ۱۵ رای موافق، ۰ مخالف و ۰ ممتنع تصویب شد.